# Praça Viva Balaiada - Nina Rodrigues
A Praça Viva Balaiada é uma praça localizada em Nina Rodrigues (antiga Vila da Manga), Maranhão. Foi palco de uma das maiores revoltas populares do Brasil, a qual se converteu em um marco na história, a Balaiada.

## História

#### A Revolta da Balaiada
A revolta da Balaiada iniciou-se no Maranhão, na Vila da Manga, atual Nina Rodrigues, em 13 de dezembro de 1832 e se estendeu até o ano de 1841. O nome da revolta  referencia uma de suas principais lideranças, o artesão Manoel Francisco dos Anjos Ferreira, apelidado de o "Balaio" por ser um  fabricante de cestos. A Balaiada se diferencia de outras revoltas do período anterior à Proclamação da República, por ter sido um movimento majoritariamente popular e contra os grandes proprietários agrários da região. As causas da revolta estavam relacionadas às condições de miséria e opressão da população. O estopim do conflito foi quando o artesão Manoel dos Anjos Ferreira acusou o oficial Antônio Raymundo Guimarães de ter abusado sexualmente de suas filhas.
Devido a grave crise econômica desencadeada pela queda nas exportações de algodão no final do século XIX, o frequente aumento dos gêneros alimentícios, o descaso das autoridades com os problemas da população e a questão da escravidão, tornaram a situação insustentável, desencadeando o que conhecemos hoje como Guerra da Balaiada ou Guerra dos Bem-te-vis. Acredita-se que esta revolta envolveu mais de 10 mil pessoas se estendendo pelas províncias do Piauí e Ceará. Tendo como membro não somente o vaqueiro Manoel Francisco dos Anjos Ferreira, como também mais de 3000 homens, liderados pelo Negro Cosme, líder maior do quilombo Lagoa Amarela, nas cabeceiras do rio Preto.

#### Praça Viva Balaiada
A praça se localiza na cidade onde a revolta se iniciou e serve como forma de preservar e manter viva a história e a cultura da região, bem como da história dos homens que lutaram por melhores condições no passado.